# ポール・デ・グラウウェ

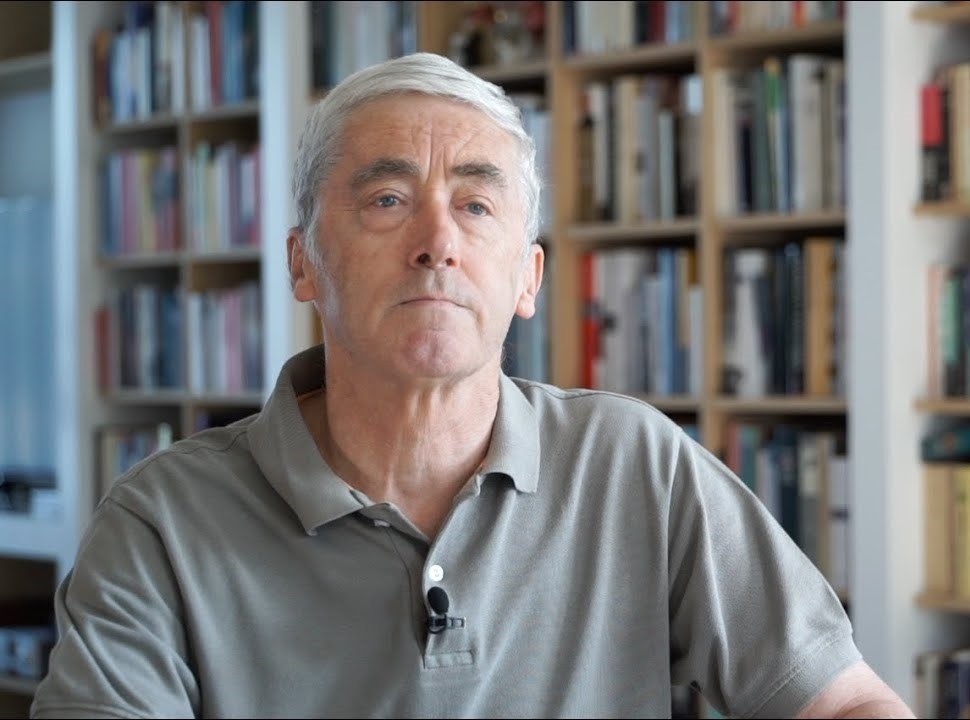
Paul de Grauwe, 2016

ポール・デ・グラウウェ（Paul DE GRAUWE、1946年7月18日 - ）は、ベルギー生まれの経済学者。

専門分野は国際経済学、国際金融論、EC経済論。オランダ語を母国語とするが、英語、フランス語、ドイツ語にも堪能。

## 経歴

### 学歴
- 1946年 - ベルギーのイクルに生まれる。
- 1952～1964年 - ブリュッセルのSt.Jan Berchmans-College卒業
- 1964～1969年 - ルーヴァンのルーヴェン・カトリック大学
- 1970～1973年 - 米バルティモアのジョンズ・ホプキンス大学でPh.D.

### 職歴
- 1973～1974年 - 国際通貨基金勤務
- 1974～1982年 - ルーヴェン・カトリック大学准教授
- 1984～1986年 - ブルージュのCollege of Europeで教授
- 1986年 - 国際通貨基金客員教授
- 1987年 - 日本銀行客員教授
- 1991～2003年 - ベルギー国会議員
- 1994～1995年 - Freie Universitat Berlinで教授
- 1999～2001年 - Norwegian School of Managementで教授
- 2007年 - 欧州中央銀行
- 現在 - ルーヴェン・カトリック大学教授

## 主要著作
- 『通貨同盟の経済学――ユーロの理論と現状分析』（原書第8版）、田中素香・ 山口昌樹共訳、勁草書房、2011年（ポール・デ・グラウエと表されている）
- 『国際通貨――外国為替レートと為替相場制度の理論と実際』（第2版）、寿崎雅夫、平島真一監訳、東洋経済新報社、2001年（ポール・デ・グラウウェと表されている）
- 『通貨統合の経済学』、金俊昊訳、文眞堂、1995年（ポール・ド・グローブと表されている）